# Park Bo-gum
Park Bo-gum (en hangul, 박보검; en hanja, 朴寶劍; Seúl, 16 de junio de 1993) es un actor surcoreano. Ha obtenido reconocimiento por sus distintas interpretaciones tanto en cine como en la televisión, por ejemplo en los dramas Hello Monster (2015), Reply 1988 (2015-2016) y Love in the Moonlight (2016).
Fue el artista más joven en ser nombrado Actor del año por Gallup Korea. En 2017, Forbes lo denominó la celebridad con mayor influencia de Corea del Sur. En 2018, descendió al número ocho de dicha lista.

## Biografía
Park es el menor de tres hermanos y su madre falleció cuando él cursaba cuarto de primaria. Su nombre, Bo Gum (寶劍) significa "espada preciosa".
Empezó la clases de piano con apenas cuatro años, y más adelante fue pianista y miembro del coro de su iglesia. Formó parte del equipo de natación de la Seoul Mokdong Middle School. Park inicialmente, quería ser compositor y cantante, pero más tarde optó por ser actor. Después de graduarse en el Instituto Shinmok en 2012, se matriculó en la Universidad Myongji en marzo de 2014 para estudiar teatro musical. Paralelamente a su carrera como actor, Park siempre ha continuado con sus estudios y en 2015 representó a su universidad en el programa de intercambio cultural en Europa, con el que viajó a varias ciudades de Inglaterra, Francia, Italia y Suiza.

## Carrera
Es considerado como parte de la nueva generación Hallyu, también conocida como ola coreana. En 2011 hizo su debut como actor en la película Blind junto a Kim Ha-neul.
En 2014 interpretó a un prodigio del violonchelo en Cantabile Tomorrow. En 2015 interpretó a un abogado psicópata en Hello Monster, también conocida como I Remember You y a un genio del baduk en Reply 1988. De mayo de 2015 a junio de 2016 fue presentador de Music Bank, transmitido por KBS2.
Desde agosto de 2016 a octubre de ese mismo año, interpretó al protagonista principal del drama histórico Luz de luna pintada por las nubes, emitido por KBS, el 27 de noviembre del 2018 al 23 de enero de 2019 (periodo de emisión), interpretó a Kim Jin Hyuk en el drama "Encuentro", junto a la reconocida actriz Song Hye-kyo, dirigido por Park Shin-woo, ha seguido trabajando como presentador y modelo.

## Filmografía

### Películas
| Año  | Título                        | Papel              | Notas        | Ref.          |
| ---- | ----------------------------- | ------------------ | ------------ | ------------- |
| 2011 | Blind                         | Min Dong-hyun      |              |               |
| 2012 | Runway Cop                    | Joven Cha Chul-soo |              |               |
| 2014 | A Hard Day                    | Agente Lee Jin-ho  |              |               |
| 2014 | The Admiral: Roaring Currents | Bae Soo-bong       |              |               |
| 2014 | Twinkle-Twinkle Pitter-Patter | Jun-Woo            | Cortometraje |               |
| 2015 | Coin Locker Girl              | Park Seok-hyun     |              |               |
| 2021 | Seobok                        | Seo Bok            |              | [ 21 ] [ 22 ] |
| 2024 | Wonderland                    | Tae-joo            |              | [ 23 ]        |

### Series televisivas
| Año     | Título                         | Papel                | Canal        | Notas        | Ref.                 |
| ------- | ------------------------------ | -------------------- | ------------ | ------------ | -------------------- |
| 2012    | Hero                           | Kang Dong-woo        | OCN          |              |                      |
| 2012    | Drama Especial "Still Picture" | Joven Kim Hyun-soo   | KBS2         |              |                      |
| 2012    | Bridal Mask                    | Han Min-kyu          | KBS2         | Ep. 26-28    |                      |
| 2013    | Wonderful Mama                 | Go Young-joon        | SBS          |              |                      |
| 2014    | Wonderful Days                 | Joven Kang Dong-seok | KBS2         |              |                      |
| 2014    | Cantabile Tomorrow             | Lee Yoon-hoo         | KBS2         |              |                      |
| 2015    | The Producers                  | Él mismo             | KBS2         | Ep. 9, cameo |                      |
| 2015    | Hello Monster                  | Jung Sun-ho/Lee Min  | KBS2         |              |                      |
| 2015    | Reply 1988                     | Choi Taek            | tvN          |              |                      |
| 2016    | Love in the Moonlight          | Lee Yeong            | KBS2         |              | [ 24 ]               |
| 2018-19 | Encounter                      | Kim Jin-hyuk         | tvN          |              | [ 25 ]               |
| 2020    | Itaewon Class                  |                      | JTBC         | Ep. 16       | [ 26 ] [ 27 ]        |
| 2020    | Record of Youth                | Sa Hye-joon          | tvN, Netflix |              | [ 28 ] [ 29 ]        |
| 2025    | Si la vida te da mandarinas... | Gwan-sik             | Netflix      |              | [ 30 ]               |
| 2025    | Un chico ejemplar              | Yoon Dong-ju         | JTBC         |              | [ 31 ] [ 32 ] [ 33 ] |

### Programas de variedades
| Año        | Título                           | Cadena  | Notas                        |
| ---------- | -------------------------------- | ------- | ---------------------------- |
| 2014       | Showbiz Korea                    | Arirang | Ep. 992                      |
| 2015, 2016 | 2 Days & 1 Night                 | KBS2    | 424 (cameo), 457 - 460, 473  |
| 2016       | Weekly Entertainment             | KBS2    | Ep. 1606                     |
| 2016       | Youth Over Flowers: Africa       | tvN     | Miembro del reparto          |
| 2016       | Running Man                      | SBS     | Ep. 293                      |
| 2016       | Sister's Slam Dunk               | KBS2    | Ep. 1-2 cameo                |
| 2018       | Running Man                      | SBS     | Ep. 412 (llamada telefónica) |
| 2022       | Young Actors' Retreat (Youth MT) |         | miembro                      |

### Aparición en videos musicales
| Año  | Artista        | Título de canción | Notas                |
| ---- | -------------- | ----------------- | -------------------- |
| 2020 | Lee Seung-chul | "I Love You More" | junto a Go Yoon-jung |
| 2015 | d-ear          | "Forget You"      | [ 36 ]               |

### Presentador
| Año  | Programa                  | Notas                                               |
| ---- | ------------------------- | --------------------------------------------------- |
| 2020 | 56th Baeksang Arts Awards | co-presentador - junto a Shin Dong-yup y Suzy       |
| 2015 | KBS Drama Awards          | co-presentador - junto a Kim So-hyun y Jun Hyun-moo |

## Fan-meeting
| Fecha               | Ciudad | País               | Título                     | Local                                  | Audiencia |
| ------------------- | ------ | ------------------ | -------------------------- | -------------------------------------- | --------- |
| 16 de enero de 2016 | Seúl   | Corea del Sur      | Our Exciting First Meeting | KBS Arena                              | 3,500     |
| 23 de abril de 2016 | Taipéi | República de China | Close to U                 | Taipei International Convention Center | 2,500     |